# 太陽にほえろ!のエピソード一覧 (1983年1月 - 1984年12月)
太陽にほえろ!のエピソード一覧（たいようにほえろ!のエピソードいちらん）は日本テレビ系列で放送された『太陽にほえろ!』シリーズの放送タイトルである。ここでは全718話のうち、1983年1月7日から1984年12月28日までに放送された第538話から第630話までを記述する。
本記事以外のエピソードについては太陽にほえろ!#放送リストのリンクを参照。

## 1983年
| 話数    | 放送日   | サブタイトル         | 脚本            | 監督     | ゲスト |
| ------- | -------- | -------------------- | --------------- | -------- | --- |
| 第538話 | 1月7日   | 七曲署・1983         | 長野洋          | 竹林進   | 西山署長:平田昭彦 内藤武敏 北村総一朗 穂高稔／河村弘二、田島義文、奥野匡 カー・スタント:マエダ・オートクラブ／徳弘夏生、井上三千男、高杉哲平、柿木恵至 |
| 第539話 | 1月14日  | 襲撃                 | 小川英 尾西兼一 | 鈴木一平 | 勝部演之／森幹太、早川雄三、幸田宗丸 鈴木弘道、栗原敏／吉中六、井上清和、グレン・ブース カー・スタント:マエダ・オートクラブ／吉水慶、藤井祥恵、大矢兼臣、小寺大介 |
| 第540話 | 1月21日  | 北の女               | 小川英 尾西兼一 | 山本迪夫 | 二宮さよ子 平泉征 角野卓造／三遊亭遊三、上野綾子 松尾文人、荒瀬寛樹／岩城和男、佐藤知多子、林弘造 カー・スタント:マエダ・オートクラブ／出井広美、中島秀美、秋本憲治、鈴木正人、深谷章博 |
| 第541話 | 1月28日  | からくり             | 小川英 峯尾基三 | 山本迪夫 | 左とん平 平山源次：殿山泰司 久木念、武内文平、飯田テル子、小笠原まりこ カー・スタント:マエダ・オートクラブ／又野成治、橘田良江、藤悦子、後藤條 |
| 第542話 | 2月4日   | 芝浜                 | 小川英 古内一成 | 鈴木一平 | 鹿内孝 早乙女愛 原泉 カー・スタント:マエダ・オートクラブ／天草四郎、三遊亭圓窓、曽雌達人、千葉茂 |
| 第543話 | 2月11日  | すりへった靴         | 金子裕          | 鈴木一平 | 井川圭子：吉野佳子 竜崎勝 矢田稔、渡辺知子／兼本新吾、一柳みる 伊達弘、成田次穂／松浪志保、酒井郷博 カー・スタント:マエダ・オートクラブ／小田健八、大木裕司、山河連滉、星野祐輝 |
| 第544話 | 2月18日  | 屈辱                 | 小川英 尾西兼一 | 堀内泰治 | 吉野刑事:横谷雄二 佐々木功 西岡徳馬 稲垣昭三、庄司顕仁、山中康司、志賀沢子 カー・スタント:マエダ・オートクラブ／今西正男、重松收、大木史朗 |
| 第545話 | 2月25日  | さらば!ジプシー      | 小川英 古内一成 | 堀内泰治 | 小松方正 松山照夫、小瀬格、西田昭市 カー・スタント:マエダ・オートクラブ／斉藤康弘、大山豊、市川勉 |
| 第546話 | 3月4日   | マミー刑事登場!      | 小川英 尾西兼一 | 山本迪夫 | 谷山美沙:高田早苗 川上夏代、清家栄一、うえずみのる、中西妙子 平垣達也、進藤幸、広森信吾、岸本功 カー・スタント:マエダ・オートクラブ／永峯夕子、酒井郷博、小幡良二、西川多恵子、靍野晃弘 |
| 第547話 | 3月11日  | ドックの恋愛術       | 小川英 大川俊道 | 山本迪夫 | 寺尾いづみ 笹入舟作、大木隆介 灰地順、吉岡ひとみ カー・スタント:マエダ・オートクラブ／大竹修造、高山千草、長尾伸夫 |
| 第548話 | 3月18日  | 金曜日に会いましょう | 小川英 亜槍文代 | 鈴木一平 | 井上高志、椎谷建治、日高久美子、磯部稲子 真田健一郎、秋間登、宮川不二夫、久遠利三、監物房子 和沢昌治、吉野広昭、野村義一、小田健八、岩城和男 まんが:広井てつお、カー・スタント:マエダ・オートクラブ／沢柳迪子、平野義和、村上久勝、丹治信恭、山田勝紀 |
| 第549話 | 3月25日  | ボギーとマミー       | 金子裕          | 鈴木一平 | 永島暎子 宮川洋一、藤江リカ、姫ゆり子 吉沢健、増田順司、宇乃壬麻 カー・スタント:マエダ・オートクラブ／池田悟、原隆志、宮田光、村瀬洋子 |
| 第550話 | 4月1日   | 俺はプロだ!          | 小川英 塩田千種 | 沢田幸弘 | 長塚京三 高野真二、池田鴻、根岸一成、小林重四郎 奥野匡、早川研吉、佐藤了一、大木史朗 カー・スタント:マエダ・オートクラブ／中瀬博文、藤田康之、星野晃、関根久恵 |
| 第551話 | 4月8日   | すご腕ボギー         | 小川英 大川俊道 | 沢田幸弘 | 水上功治、福崎和宏 谷村好一、堀勉、石田和彦 カー・スタント:マエダ・オートクラブ／鶴岡修、後藤修、水橋和夫、松下裕子 |
| 第552話 | 4月15日  | 或る誤解             | 長野洋          | 櫻井一孝 | 高田加代子:千野弘美 佐野浅夫 東啓子 稲吉靖司、石井和彦、明日香和泉 カー・スタント:マエダ・オートクラブ／池田史比古、石井茂樹、藤野ゆき、山村隆:小椋基広 |
| 第553話 | 4月22日  | ドックとマミー       | 小川英 古内一成 | 櫻井一孝 | 久保田民絵、三上薫 穂高稔、早瀬波江：成田光子、成田次穂、中村竜三郎 徳弘夏生、黒岩義和、大坪日出代、深谷みさお カー・スタント:マエダ・オートクラブ／吉田太門、星野祐輝、倉持光枝、岩城裕太:佐野有哉、岩城陽子:日野希ぞみ |
| 第554話 | 4月29日  | シルバーシート       | 小川英 尾西兼一 | 高瀬昌弘 | 吉野刑事：横谷雄二 下元勉 桑山正一、木田三千雄 天草四郎、矢野間啓二／五月晴子、鹿島信哉、岩城和男 カー・スタント:マエダ・オートクラブ／麻ミナ、吉中六、志村幸江、岡崎夏子、青木幸喜 |
| 第555話 | 5月6日   | 一枚の絵             | 小川英 古内一成 | 高瀬昌弘 | 水沢有美、広瀬昌助、高岡一郎 山河連滉、早田文治、桑原一人 風中臣、篠田薫、千葉茂 カー・スタント:マエダ・オートクラブ／志賀沢子、三上剛、加藤茂雄、大谷創師 |
| 第556話 | 5月13日  | 南国土佐・黒の推理   | 小川英 古内一成 | 山本迪夫 | 立川光貴 清水のぼる、小林尚臣、麻志奈純子／三谷昇、富山真沙子、飯野けいと、倉石一旺 林守康、池田武司、高石美香、カー・スタント:マエダ・オートクラブ／菅本烈子、倉地雄平、小金沢篤子、三沢もとこ、竹内靖 |
| 第557話 | 5月20日  | 南国土佐・黒の証明   | 小川英 古内一成 | 山本迪夫 | 吉野刑事:横谷雄二 立川光貴 小林尚臣、清水のぼる、浜田容助／富山真沙子、成田次穂、倉地雄平、菅本烈子 松本泰雄、大山尚雄、小金沢篤子、カー・スタント:マエダ・オートクラブ／広井彩子、一色裕子、金子恭子、安岡由花、松本恭秀 |
| 第558話 | 5月27日  | 疾走24時間           | 小川英 大川俊道 | 鈴木一平 | 長谷川諭 伊集院弓、野川愛 大谷一夫、滝川昌良、福島美由紀、依田英助、小沢仁志 カー・スタント:マエダ・オートクラブ／藤岡大樹、藤井祥恵、三石義広、鈴木玄秀、益田哲夫 |
| 第559話 | 6月10日  | マザー・グース       | 小川英 尾西兼一 | 鈴木一平 | 早瀬波江：成田光子 奈良富士子 信沢三恵子、野平ゆき、金井大 久遠利三、永谷悟一／宮沢元、小寺大介、大木史朗、松波志保 カー・スタント:マエダ・オートクラブ／金子勝美、幸田直子、篠原夕紀、綾瀬水紀、星野裕輝 |
| 第560話 | 6月24日  | 愛される警察         | 長野洋          | 木下亮   | 白石まるみ 片桐竜次 森川正太、津田和彦 三谷昇、野見山夏子、増岡弘、村上幹夫 カー・スタント:マエダ・オートクラブ／丸岡奨詞、瓜生千春、原隆志、鞭馬文典、千葉茂 |
| 第561話 | 7月8日   | 12年目の真実         | 小川英 塩田千種 | 木下亮   | 松原直子:友直子 大門正明 下塚誠、森田順平、後藤哲夫 文野朋子、袋正、北村総一朗、古代一平 カー・スタント:マエダ・オートクラブ／千種かおる、入江正徳、宇乃壬麻、中村友子 |
| 第562話 | 7月15日  | ブルース刑事登場!    | 小川英 古内一成 | 山本迪夫 | 野崎太郎:下川辰平 上杉秀明：藤木孝 水島平吉：多々良純 澤村泉:渡瀬ゆき、響組東京支部長：中庸助／響組幹部：徳弘夏生、倉田満：山岡八高、響組幹部：吉中六、石戸健吉：スーパー・リキ カー・スタント:マエダ・オートクラブ／住職：里木佐甫良、岩城和男、広森信吾、木場剛、阿部渡 |
| 第563話 | 7月22日  | たすけて!            | 小川英 亜槍文代 | 山本迪夫 | 伊東久子：鈴鹿景子 安川津造：北見治一、吉本敏江：藤江リカ／吉本：稲吉靖司、南郷不動産社長：池田鴻、森田和彦：安藤一夫 巡査：伍代参平、藤野ゆき／原田千枝子、藤悦子、工藤浩：篠田薫、酒井真理子 カー・スタント:マエダ・オートクラブ／大山尚雄、田中道代、菅野勝浩、西川多恵子、野川ひとみ                                                                                             |
| 第564話 | 7月29日  | 夏の別れ             | 小川英 古内一成 | 堀内泰治 | 吉野刑事：横谷雄二 高田加代子：千野弘美 堀川絵美：安藤美智子／峰村修：梨本謙次郎、三浦正弘：菅生隆之 中西妙子、喫茶店店主：山田俊司／勝田久、佐原政治：相沢治夫、短大の教授（少女の父親）：穂高稔、森篤夫 山村隆：小椋基広、カー・スタント:マエダ・オートクラブ／水木薫、小泉麻衣子、武田弘子、西野夫人：松浪志保、矢代卓也                                                          |
| 第565話 | 8月5日   | 正義に拳銃を向けた男 | 小川英 大川俊道 | 堀内泰治 | 坂口辰夫：三角八朗 岡崎夫人の妹：八木昌子 田浦智之、浜野芳裕／中村銀次、前島尚人、岡崎耕平：加地健太郎、伏見哲夫 カー・スタント:マエダ・オートクラブ／町田幸夫、岡田和子、鈴木正人、中瀬博文、尾藤：二家本辰巳 |
| 第566話 | 8月12日  | あいつが…            | 小川英 尾西兼一 | 鈴木一平 | 早瀬波江：成田光子 谷一郎：三浦浩一 谷佐和：小畠きぬ子 谷の元妻：菅本烈子、谷の元担任教師：岸野一彦、谷家の近所の主婦：上野綾子 カー・スタント:マエダ・オートクラブ／真田陽一郎、吉村真理、藤岡洋右 |
| 第567話 | 8月19日  | 純情よ、どこへゆく   | 小川英 尾西兼一 | 鈴木一平 | 田沼安次：辻萬長 水原夏子：竹井みどり、倉田四郎：森下哲夫 竜神会組長：小林重四郎、セントラルコーポ管理人：町田博子、スカイマンション管理人：西川敬三郎、田沼の友人：栗田八郎、チンピラ：阿部渡 カー・スタント:マエダ・オートクラブ／バーのママ：弥永和子、久保あつ子、青木万里子、藤井祥恵、寺島幹夫                                                                                 |
| 第568話 | 9月2日   | 悲しい汗             | 長野洋          | 山本迪夫 | 井川圭子：吉野佳子、井川由利：山本直子 関戸和夫：高橋長英 関戸重子：高林由紀子 協北商事社長：中村竜三郎／三村：簗正昭、速見領、黒岩義和、協北商事名古屋支社長：大矢兼臣 カー・スタント:マエダ・オートクラブ／丸山千景、武石明美、滝勇一、木場剛、遠山秀樹 |
| 第569話 | 9月16日  | ホームラン           | 小川英 古内一成 | 山本迪夫 | 内藤勝：保積ペペ、武見潤、梶間務：遠藤憲一 津川浩一、清水攏介、佐藤志穂 熟田一久、真田健一郎／荒井祐次、貫井正浩、工藤秀和、本庄和子 カー・スタント:マエダ・オートクラブ／横山和博、松浦努、村上幹夫、出原健一、西山二郎 |
| 第570話 | 9月30日  | 遠い想い出           | 小川英 尾西兼一 | 堀内泰治 | 西本豊：内藤剛志 竹本と西本の同級生：井上肇、吉沢課長：相沢治夫、伊藤彰洋、小田健八 石山：芹沢常夫、真田陽一郎、吉村真理、町田政則、岸本功 カー・スタント:マエダ・オートクラブ／千葉茂、新井一典、小川真喜子、田中康範、長野誠 |
| 第571話 | 10月7日  | 誘拐                 | 小川英 古内一成 | 山本迪夫 | 松尾謙三：高橋幸治 松尾幸恵：岩本多代、谷山良夫：山谷初男／川口邦彦：西岡徳馬、桐生副社長：川辺久造、岩倉専務：穂高稔、香：富永千香子 誘拐犯：徳弘夏生、誘拐犯：壇喧太、大木裕司、深作覚、中瀬博文、清水進一、代田鑑之、倉増貴志 |
| 第572話 | 10月14日 | 青い鳥               | 小川英 亜槍文代 | 堀内泰治 | 澤村泉：渡瀬ゆき 三春社長：速水亮 澤村家の隣人の老婆：原泉、柴田夫人：姫ゆり子、菅野社長：奥野匡、幸野病院神経科医：冨田浩太郎 古川真司、明石多佳子、北見せい子、クニ：飯田テル子 カー・スタント:マエダ・オートクラブ／柴田忠義：大木史朗、藤井章人、田中宏信、吉松恵理子、増渕悠樹                                                                                                  |
| 第573話 | 10月21日 | 父と子の写真         | 金子裕          | 高瀬昌弘 | 井川圭子：吉野佳子 広川一朗：小坂一也 広川美佐子：寺田路恵 井川浩史：圓山淳也、レストラン店員：五月晴子、緑ヶ丘小学校教師：前沢迪雄 カー・スタント:マエダ・オートクラブ／井川由利：山本直子、藤田康明、矢追警察病院医師：小寺大介、森篤夫 |
| 第574話 | 10月28日 | 冒険の海             | 小川英 大川俊道 | 高瀬昌弘 | 清水祐二：渡辺謙 杉浦社長：深江章喜、美由紀：澪あつ子 丸山刑事：高岡一郎、公栄商事社員（リーダー格）：小倉雄三、伊藤敏孝、みかめ奈々、側見民雄 カー・スタント:マエダ・オートクラブ／田村貫、梶川隆二：荻原紀、公栄商事社員：二家本辰己、鶴野明弘、菊川予市 |
| 第575話 | 11月4日  | 向い風               | 小川英 亜槍文代 | 堀内泰治 | 早瀬波江：成田光子 浅川夫人：上原ゆかり、内山保：尾美としのり 大和撫子、公園の老人：増田順司／桐原史雄、神田正夫、竹山商店女主人：磯村千花子、星野祐輝 麻ミナ、岸本功／深谷みさお、大井夫人：五十嵐美鈴、丸山詠二、酒井郷博 岩城裕太：服部賢悟、岩城陽子：中原有弥子、カー・スタント:マエダ・オートクラブ／飯塚亮平、飯塚洋輔、枝口浩史、野崎孝子、岡田二三                          |
| 第576話 | 11月11日 | 刑事・山さん         | 小川英 尾西兼一 | 堀内泰治 | 小柳邦行：森田順平 松川守：市川好朗、三沢の母親：渡辺知子／矢崎二郎：山口豪久、城南女子大学の学生：木内マキ、君原泰雄：片岡弘貴、小柳の母親：木田愛子、三川雄三 山田鑑識課員：三上剛仙、洋装店主人：松尾文人／西屋東、三沢もとこ、小柳の友人：吉田太門、スナックの女：金子勝美、岸野一彦 カー・スタント:マエダ・オートクラブ／宇佐美多恵子、平野義和、野川ひとみ、亀田順子、中村友子 |
| 第577話 | 11月18日 | 探偵ゲーム           | 金子裕          | 山本迪夫 | 尾崎秋子：大場久美子 青木春美：杉浦一恵、城南大学探偵クラブ団員A：伍代参平、城南大学探偵クラブ団員B：津田和彦 麻薬組織構成員：真田英明、矢追2丁目派出所巡査：美木良介、伊東睦啓、小城有希、山川連滉 カー・スタント:マエダ・オートクラブ／アパート管理人：宮沢元、真田陽一郎、鈴木正人、麻薬組織構成員：森岡隆見                                                                      |
| 第578話 | 11月25日 | 一係皆殺し!          | 小川英 古内一成 | 山本迪夫 | 川野健夫：中西良太 上松義一：江角英明、治：梨本謙次郎 サブ：谷村好一、長谷建志、大沼：若尾義昭、七曲署交通課婦警：立花愛子 カー・スタント:マエダ・オートクラブ／竜神会幹部：加地健太郎、帝京物産社員：柿木恵至、岩田：星野晃、帝京物産社員：二家本辰己 |
| 第579話 | 12月2日  | 鳩の舞う街           | 小川英 古内一成 | 櫻井一孝 | 東都大学医学部研究所所長：加藤和夫、吉山和夫：倉石一旺 栗原充：尾口康生、栗原夫人：本庄和子 カー・スタント:マエダ・オートクラブ／東都大学医学部研究所受付嬢：植村由美、木内聡、太田聡 |
| 第580話 | 12月9日  | 名人                 | 長野洋          | 櫻井一孝 | 平山源次：殿山泰司 横井三郎：長塚京三、水島信雄：山西道広 取立屋：佐藤晟也、高倉安夫：栗田八郎、石戸：山岡八高、湊俊一 カー・スタント:マエダ・オートクラブ／進藤静義、松原理衣、山形由美子、金野恵子、加藤千明 |
| 第581話 | 12月16日 | 逃げない男           | 小川英 尾西兼一 | 鈴木一平 | 源田五郎：ガッツ石松 波川信次：松木京介、三木あすか：伊海田彩、源田夫人：下村節子 小池：佐藤京一、神本尚吾：福山象三、おでん屋台の主人：相馬剛三、路上のアクセサリー売り：芹沢常夫 カー・スタント:マエダ・オートクラブ／松本誠一、矢野敬、紅理子、若生賢一、外川由紀 |
| 第582話 | 12月23日 | 犯罪ツアー           | 小川英 大川俊道 | 鈴木一平 | 美沙子：水原ゆう紀 相馬常夫：沖田峻一郎、松本章夫：安達博 常東銀行矢追支店長：相原巨典、中島：中島元、竹内靖、常東銀行矢追支店行員：篠田薫 カー・スタント:マエダ・オートクラブ／「ミッキー」店長：水橋和夫、大木裕司、新井一典、北斗辰典 |
| 第583話 | 12月30日 | 三人の未亡人         | 長野洋          | 澤田幸弘 | 伊村安夫：草薙良一、吉沢早苗：立枝歩、高橋光子：木内マキ 日本交通公社社員：矢田稔、田中隆三、高橋巡査：井上肇、深見博 吉沢の父親：大木史朗、吉沢の母親：飯田テル子、山本寛、佐々木雅子 カー・スタント:マエダ・オートクラブ／吉田理香、関根久恵、広森信吾、小林徹也、中村幸路 |

## 1984年
| 話数    | 放送日   | サブタイトル                | 脚本                       | 監督     | ゲスト |
| ------- | -------- | --------------------------- | -------------------------- | -------- | --- |
| 第584話 | 1月6日   | 盗聴                        | 小川英 大川俊道            | 櫻井一孝 | 新田春彦：星正人 成島宗一：西岡徳馬、望月和美：早川絵美 カー・スタント:マエダ・オートクラブ／田所：橋本宣三、秋田：吉中六、倉持光枝 |
| 第585話 | 1月13日  | ボギー名推理                | 小川英 尾西兼一            | 櫻井一孝 | 沢木良介：深水三章 高石：堀之紀、沢木桂子：一柳みる カー・スタント:マエダ・オートクラブ／工藤啓子、釣り人：加藤茂雄 |
| 第586話 | 1月20日  | 生と死の賭け                | 小川英 古内一成            | 澤田幸弘 | 澤村泉：渡瀬ゆき 吉岡正三：野瀬哲男 平井巡査：村上幹夫、警察官：吉田太門、野路きくみ カー・スタント:マエダ・オートクラブ／山形由美子、大山尚雄、白鳥貴恵子 |
| 第587話 | 1月27日  | 殺人広告                    | 小川英 桃井章 尾西兼一     | 鈴木一平 | 三好：平泉成 井川圭子：吉野佳子、神村夫人：八木昌子、南条社長：中村竜三郎、神村俊男：神山寛 富沢健司：吉沢健、人事課長：大矢兼臣／木工製作所所長：相原巨典、岸野一彦、西屋東、井川由利：山本直子、井川浩史：圓山淳也 カー・スタント:マエダ・オートクラブ／重留定治、宮田光、山川弘乃、横内直人 |
| 第588話 | 2月3日   | 夏子という女                | 小川英 尾西兼一            | 鈴木一平 | 小森夏子：片桐夕子 神原博行：鹿内孝 黒田：浜田晃、黒田の側近：壇喧太／ホステス：監持房子、加奈けい子、板倉修治：大木史朗、荒瀬寛樹 カー・スタント:マエダ・オートクラブ／野川ひとみ、竹内靖、金野恵子、藤田博士、秋元政志 |
| 第589話 | 2月10日  | 共謀                        | 長野洋                     | 高瀬昌弘 | 田島信郎：寺田農 田島由紀子：田島令子 武志：保積ペペ、伊藤：池田鴻／サラリーマン（尾崎の愛人）：日恵野晃、尾崎佐枝子：監物房子、文具屋店主：久遠利三、藤野ゆき カー・スタント:マエダ・オートクラブ／田島の部下：吉田太門、藤井章人、村松まさし、阿部秀正、大島光幸 |
| 第590話 | 2月17日  | 怪盗107号                   | 小川英 金子裕              | 高瀬昌弘 | 松本景子：志穂美悦子 大迫：田中明夫、陳：中庸助、森口：剣持伴紀 大津歯科医院受付嬢：徳永廣美、誠吾大志、井上三千男、島田俊男：久保晶 カー・スタント:マエダ・オートクラブ／木村翠、芦花公園スカイハイツ管理人：永谷悟一、山下大輔、青木鉄 |
| 第591話 | 2月24日  | ボギーの妹?                 | 小川英 古内一成            | 高瀬昌弘 | 広田洋子：川田あつ子 春日部正子：有吉ひとみ、桐原史雄、「たぬき」女将：大原穣子 広瀬伸子、平島響子、トラック運転手：阿部渡、食堂店主：松尾文人、中瀬博文 カー・スタント:マエダ・オートクラブ／野次馬：中島元、鈴木実、村上久勝、横内直人、秋山健太郎 |
| 第592話 | 3月2日   | 空白0.5秒                   | 小川英 古内一成            | 児玉進   | 江口春江：根岸明美 野村由美：根本律子 警視庁査問委員長：加藤武 カー・スタント:マエダ・オートクラブ／椎名監査官：田口計、江口良夫：氏家修、江口家の近所の主婦：記平佳枝、板金工場工員：町田真一 |
| 第593話 | 3月9日   | ジプシー再び                | 小川英 古内一成            | 児玉進   | 原昌之:三田村邦彦 一条真弓：中帆登美 吉野刑事：横谷雄二／一条忠臣：浜田寅彦、崎津隆介 中西昌治：高品正宏、矢野秘書：関川慎二／中村銀次、瀧川昌之、郷田晶、山口剛、山本千代美 アパート大家：川口節子、阿南聡、カー・スタント:マエダ・オートクラブ／泉よし子、仁科典子、岸野一彦、ワイルド通商社員：森岡隆見、ワイルド通商社員：萩原紀                                                                             |
| 第594話 | 3月16日  | 十年目の誘拐                | 金子裕                     | 堀内泰治 | 稲村敏子：赤座美代子 稲村健作：睦五朗 井川圭子：吉野由樹子、平田安男：根岸一正、ノミ屋：増岡弘、稲葉年治 カー・スタント:マエダ・オートクラブ／原田育江、矢追公園の男：岸本功、稲村健太：上野郁己、秋吉信人、福原学 |
| 第595話 | 3月23日  | マミー激走!                 | 小川英 大川俊道            | 堀内泰治 | 結城昭夫：古城裕章 東和ローン社長：奥野匡、真田健一郎、原田譲司：杉欣也、寺西：有川雄司 田島豊：芹沢常夫、山河連滉、石黒正男、田上：桑原一人 カー・スタント:マエダ・オートクラブ／伊川久美子、新田登志朗、高林幸兵、鈴木正人、野村信次 |
| 第596話 | 3月30日  | 戦士よ翔べ!                 | 小川英 四十物光男          | 澤田幸弘 | 江田章一：綿引勝彦 西河祥平：草薙良一、佐伯：森幹太、江田夫人：弥永和子 カプセルホテルフロント係：相原巨典、派出所の警官：小寺大介、市川勉、真田耕造：柿木恵至、上岡：森下明 カー・スタント:マエダ・オートクラブ／大島光幸、靏野晃弘、竜神会組員：中瀬博文、清水進一、藤田哲也 |
| 第597話 | 4月6日   | 戦士よさらば ボギー最後の日 | 小川英 尾西兼一            | 澤田幸弘 | 杉野麻衣:園みどり、沢木高志:水上功治 早見周造：深江章喜、今泉和之：山西道広、大河原義一：小林重四郎 橋田実：椎谷建治、秋山務：笹入舟作、英有加、坂口竹夫：鶴岡修、北澤則夫：壇喧太 交通課署員：大矢兼臣、竹内靖、カー・スタント:マエダ・オートクラブ／谷口美由紀、「キャビン」マスター：篠田薫、小田健八、宇乃壬麻、宮田光                                                                                       |
| 第598話 | 4月13日  | 戦士よ眠れ・新たなる闘い    | 小川英 古内一成            | 鈴木一平 | 春日部一:世良公則 杉野麻衣:園みどり／早見周造:深江章喜、沢木高志:水上功治、大河原:小林重四郎 今泉和之:山西道広、春日部正子:有吉ひとみ／秋山務:笹入舟作、橋田稔:椎谷建治、岩崎正巳:北条清嗣 カー・スタント:マエダ・オートクラブ／北澤則夫：壇喧太、石原ゆう、三上剛仙、佐々木雅子 |
| 第599話 | 4月27日  | 殺人犯ラガー                | 長野洋                     | 鈴木一平 | 小松陽子：伊藤真奈美 銀竜会組長：今井健二、銀竜会幹部：堀田真三 小松千吉：市原清彦、八百屋店主：乃川ヒロオ、福田妙子 カー・スタント:マエダ・オートクラブ／銀竜会組員：吉中六、北川智繪、藤野ゆき、平野義和 |
| 第600話 | 5月4日   | 七曲署事件NO・600           | 小川英 四十物光男          | 高瀬昌弘 | 坂上百合子：秋野暢子 釜本俊雄：遠藤征慈 響組幹部：木原正二郎、倉田：高岡一郎、響組組長：長谷川弘、瀬下和久 カー・スタント:マエダ・オートクラブ／永峯夕子、多摩射撃場の会員：門脇三郎、小海とよ子、村松まさよし |
| 第601話 | 5月11日  | アイドル                    | 小川英 大川俊道            | 高瀬昌弘 | 大和田署長：草薙幸二郎 可愛エミ：菊地陽子／相原牧子：野平ゆき、中山辰也：須藤真一 戸村社長：中村竜三朗、大綱めぐみ／東洋テレビレポーター：池田鴻、池内：稲吉靖司、横尾三郎、山田真弓 カー・スタント:マエダ・オートクラブ／宮本裕之、菅野勝浩、星野祐輝、山崎之也、荒瀬寛樹 |
| 第602話 | 5月18日  | 誰かが私を狙っている        | 長野洋                     | 山本迪夫 | 上田三郎：東野英心 早瀬波江：成田光子、松井大助：丹古母鬼馬二、西沢正代 佐藤直洋、山田鑑識課員：三上剛仙、義人の母親：金子勝美、皆川衆 カー・スタント:マエダ・オートクラブ／小林正則、山形由美子、岩城裕太：服部賢悟、岩城陽子：中原有弥子 |
| 第603話 | 5月25日  | 陽炎の街                    | 小川英 古内一成            | 山本迪夫 | 山根達夫：田中浩二／山根雅子：柳川慶子、城西医学セミナー講師：袋正、上野暁子：野川愛 竜神会幹部：井上博一、山根：松本朝夫／荒木保夫、麻丘あゆ美、竜神会富士見支部組員：兼松隆 小田健八、対比地香、藤井祥恵／下山浩人、新木賢司、藤井章人、相原浩一、岡山章 菊川予市、深作覚、カー・スタント:マエダ・オートクラブ／津田英三、小池幸次、大峰順二、郷内栄喜、竜神会組員：二家本辰己                                 |
| 第604話 | 6月8日   | 戦場のブルース              | 小川英 尾西兼一            | 木下亮   | 澤村泉：渡瀬ゆき、岩田治彦：秋間登 岩田夫人：藤木聖子、森岡利行、岩田に刺されたチンピラ：永井政春、山田鑑識課員：三上剛仙 医師：入江正徳、宝くじ売り場店員：高山千草、花悠子、新宿ニューシティホテルのフロント係：水橋和夫、三沢もとこ カー・スタント:マエダ・オートクラブ／バス運転手：中島元、小金沢篤子、長谷川恒之、根本明枝、野川ひとみ                                                                     |
| 第605話 | 6月15日  | 離婚                        | 金子裕                     | 木下亮   | 森孝子：谷口香 西矢追ビル守衛：織本順吉／坂口秘書：片岡弘貴、坂崎勇作：石田太郎、井川圭子：吉野由樹子 森直道：稲垣昭三、滝田茂：柄沢英二／碁会所主人：河合絃司、村上幹夫、トヨタレンタカー山下町営業所店員：吉田太門、井川由利：山本直子 カー・スタント:マエダ・オートクラブ／大山尚雄、千葉茂、金野恵子、フランコ・モノーレス：ロベルト・アギューラ、井川浩史：圓山淳也                                         |
| 第606話 | 6月22日  | マミーの挑戦                | 小川英 亜槍文代            | 堀内泰治 | 宮城由美：中島ゆたか 早瀬波江：成田光子、陸サーファー：清家栄一／宮城浩司：津田和彦、笠松士郎：大村波彦、瀬川忍：立花愛子、工藤高久 橋本友之、吉松恵理子／古川真司、伊東睦啓、小竹林義一、松岡久美 カー・スタント:マエダ・オートクラブ／辺見恭子：高木美保、木下俊彦、野次馬：大山豊、「サンドリア」店員：青柳文太郎、平野義和                                                                                   |
| 第607話 | 7月6日   | 狼を追え!                   | 小川英 四十物光男          | 堀内泰治 | 大上勇：秋野太作 丸吉クレジット東京支社長：佐原健二／高山社長：江角英明、野上夫人：立花房子 井上外科胃腸科病院医師：新井和夫、三宅悦子／青木愛、明和企画構成員：石田和嗣、倉屋烈、内山森彦 カー・スタント:マエダ・オートクラブ／献血に協力する男：三重街恒二、山中康司、山田真弓、瀬良好恵、山口めぐみ |
| 第608話 | 7月20日  | パリに消ゆ                  | 小川英 古内一成            | 鈴木一平 | 仁科浩平：長塚京三 仁科高子：伊佐山ひろ子、宮川忠男：柴田侊彦 HENRI PERRIER、JEAN JACQUES LECORRE、BENOIT FERREUR、JACQUES VRIONAULT／新聞記者：大矢兼臣、遠藤正吾：森岡隆見 現地協力：KEN KAMURA(FUGIO KEN ET ASSOCIES)、カースタント：LAURENT JEAN-JEAN |
| 第609話 | 7月27日  | モンブラン遥か              | 小川英 尾西兼一            | 鈴木一平 | 仁科浩平：長塚京三 仁科高子：伊佐山ひろ子、宮川忠男：柴田侊彦 由美：里見和香、MARCEL NAKACHE 現地協力：KEN KAMURA(FUGIO KEN ET ASSOCIES)、ハンググライダー指導：RUDY KHICHAZY |
| 第610話 | 8月3日   | 38時間                      | 長野洋                     | 山本迪夫 | 岩田雅吉：高橋悦史 岩田節子：服部妙子、木本夫人：松本留美 白川昭夫：小瀬格、堀江靖夫：時田優、城西署刑事：加地健太郎 カー・スタント:マエダ・オートクラブ／円城寺衛、小野隆、山脇の孫：川辺太一朗、谷川亮 |
| 第611話 | 8月17日  | 無口な男                    | 小川英 大川俊道            | 山本迪夫 | 工藤裕一郎：睦五朗 西本（田代）美佐子：田村奈巳 神奈川県警刑事：内田稔、木田義和：森下哲夫／村田教官：北見敏之、柏木隆太、丸林昭夫、「キャビン」ママ：幸田直子 村上幹夫、カー・スタント:マエダ・オートクラブ／小田健八、武蔵自動車教習所教官：杜澤泰文、加藤千明、中村友子、伊東あつ子 |
| 第612話 | 8月24日  | 怒れる狙撃者                | 金子裕                     | 山本迪夫 | 飯塚忠吉：浜村純 平野貴子：南美江／小田達夫：日野道夫、坂口秀男：北村総一朗 早瀬波江：成田光子、富田恵子、竹内：浜田晃／下田：堀礼文、林ルミ：藤悦子、上原秀雄、平野元、田所組幹部：吉中六 済生会中央病院看護婦：川口節子、記平佳枝、カー・スタント:マエダ・オートクラブ／中村家の近所の主婦：東静子、堀川和栄、園児の母親：五十嵐五十鈴、飯塚の知人：永谷悟一、近松敏夫                                         |
| 第613話 | 8月31日  | ヘッドハンター              | 小川英 四十物光男          | 山本迪夫 | 寺岡茂和：小池朝雄 桑田一則：有川博 荒木社長：井上博一、中川弁護士：西本裕之、城西大学附属病院医師：穂高稔、少女の父親：山崎猛 溝江哉、小林大介、カー・スタント:マエダ・オートクラブ／自動車修理工場工員：神山卓三、新田興業構成員：森岡隆見、新田興業構成員：星野晃、大島光幸、本庄和子 |
| 第614話 | 9月7日   | 17才                        | 小川英 古内一成            | 高瀬昌弘 | 津野田かほる：桂田裕子 吉野刑事：横谷雄二、永山毅：新育生 津野田の母親：五月晴子、田村元治／暴走族メンバー：石井茂樹、長戸勝彦、植村由美、島村美紀 カー・スタント:マエダ・オートクラブ／タクシー運転手：中島元、トラック運転手：町田幸夫、竹内靖、阿部渡、中瀬博文 |
| 第615話 | 9月14日  | 相棒                        | 小川英 大川俊道            | 高瀬昌弘 | 中西英治：飯山弘章 内藤：保積ペペ、水谷正次：磯部邦弘、まどかの兄：吉沢健 坂本まり、佐野恵子／森田浩平、青果店店主：久保晶、「ビッグベン」店主：島村卓志、橋本順子 渡辺守、カー・スタント:マエダ・オートクラブ／村松明彦、萩原好峰、千葉茂、大木裕司、広森信吾 |
| 第616話 | 9月21日  | カエルの子                  | 金子裕                     | 鈴木一平 | 圭子：吉野由樹子 六浦誠、浩史：圓山淳也 榎木兵衛、清水宏、古川小夜子、西川敬三郎 カー・スタント:マエダ・オートクラブ／由利：山本直子、岡田和子、松田薫、佐藤益代、二家本辰己 |
| 第617話 | 9月28日  | ゴリさん、見ていてください  | 長野洋                     | 堀内泰治 | 白石まるみ 内藤剛志 早瀬波江：成田光子、木村翠、及川ヒロオ、加藤土代子 カー・スタント:マエダ・オートクラブ／中村銀次、原田育江、荻原紀、岩城裕太:服部賢悟、岩城陽子:中原有弥子 |
| 第618話 | 10月5日  | コンピューター計画          | 小川英 古内一成            | 山本迪夫 | 水木悠:石原良純 新村義彦：三角八朗、大野圭一郎：西沢利明、畑山仁：佐藤仁哉 水木直人：森田順平、坂田：吉水慶、相原真佐子：里見和香、峰村俊樹：原田力、羽鳥専務：入江正徳 酒井郷博、長谷川恒之、「棟朝」店主：柄沢英二、高橋誠、新井一典 |
| 第619話 | 10月12日 | 犯人の顔                    | 小川英 亜槍文代            | 堀内泰治 | 村田えり：東啓子 大沼香織：高沢順子、川原ヤス代：川原英子 大熊の娘：姫ゆり子、宮内順子／磯野守：大木隆介、「一力」主人：宮沢元、大熊の娘婿：平野稔、篠倉伸子 木場剛、医師：小寺大介、カー・スタント:マエダ・オートクラブ／森篤夫、後藤義明、曽野真紀、姫川艶、河野京子 |
| 第620話 | 10月19日 | 素晴らしき人生              | 小川英 尾西兼一            | 鈴木一平 | 小坂太一：牟田悌三 土屋五郎：中西良太／下田：中田譲治、港署刑事：阪脩、町田博子 緑ヶ丘病院看護婦：弥永和子、一の瀬浩道、キャバレー主人：辻三太郎／ときわ家具工場長：増岡弘、三川雄三、平井千都、佐々木直子、帝京薬品社長：奥野匡 矢野泰子、小坂家の近所の主婦：金子勝美、阿部光子、カー・スタント:マエダ・オートクラブ／北島京子、ときわ家具工場工員：永井政春、七曲署警官：村上幹夫、中原勲：吉田太門、山中康司 |
| 第621話 | 10月26日 | 決闘                        | 小川英 四十物光男          | 櫻井一孝 | 小野進也 佐藤晟也、前沢迪雄、杜澤泰文 永谷悟一、大山豊、星野裕輝、横山和博 カー・スタント:マエダ・オートクラブ／郷内栄喜、中瀬博文、菊川予市、二家本辰己、山田博行 |
| 第622話 | 11月2日  | ブルースの賞金稼ぎ          | 小川英 大川俊道            | 櫻井一孝 | 石橋蓮司 和崎俊哉、立川光貴 高品正宏、佐々木一哲、竹部かほり、判戸敬士 カー・スタント:マエダ・オートクラブ／橋本和人、小野文夫、広田行生、山河連滉、岸本功 |
| 第623話 | 11月9日  | マイコン刑事登場!           | 長野洋 小川英              | 木下亮   | 香坂美津子:沢口靖子 谷村好一 井上三千男、池田勇、松尾文人 カー・スタント:マエダ・オートクラブ／戸沢佑介、名川貞郎、井田弘樹 |
| 第624話 | 11月16日 | 張り込み                    | 小川英 古内一成            | 木下亮   | 川口良子：壇まゆみ／川口政江：柳川慶子、水谷信幸：北村総一朗 宮木：広瀬昌助／島崎英和：加藤大樹、白百合荘住人：稲垣昭三、食堂の女将：町田博子 山崎満、サラリーマン風の男：大矢兼臣／安田隆、泉よし子、東都デパート副社長：大木史朗、西屋東 カー・スタント:マエダ・オートクラブ／伊東あつ子、山岸樹美雄、木場剛、竹内靖、清水真喜子                                                                               |
| 第625話 | 11月23日 | 四色の電車                  | 小川英 古内一成            | 山本迪夫 | 若松文夫：長谷川諭 小宮山亜沙美：伊川久美子 大阪府警刑事：堀之紀、大阪府警刑事：今西正男、伊勢将人 カー・スタント:マエダ・オートクラブ／三輪土木社長：相原巨典、青柳丈太郎、月刊鉄道マニア編集長：小寺大介、七田玲子、湯田邦晶 |
| 第626話 | 11月30日 | 激走・大雪渓                | 小川英 尾西兼一 ケニー門谷 | 山本迪夫 | 金森（西崎靖）：綿引勝彦 ヘンリー原田：苅谷俊介 原田の側近：戸塚孝、カー・スタント:マエダ・オートクラブ／村上久勝、木田：森岡隆見、深作覚、川戸貴文、海原俊介 協力：「白馬八方尾根 ロッヂ・オリンピック」、登山指導：伊藤善啓 |
| 第627話 | 12月7日  | 感謝状                      | 小川英 鬼塚幸一            | 鈴木一平 | 太田信造：下塚誠 鈴木清美：川田あつ子 鈴木：小瀬格、太田恒子：戸川暁子／清美の親族：神山卓三、秋吉信人、神藤一弘 矢追第二小学校警備員：中島元、カー・スタント:マエダ・オートクラブ／ローソン店長：水橋和夫、菊川予市、杉浦宏俊、サラリーマン：森岡隆見、山田美生子 |
| 第628話 | 12月14日 | ヒーローになれなかった刑事  | 小川英 丸岡ひさし          | 鈴木一平 | 大和田署長：草薙幸二郎 折原綾子：川口敦子 折原修一：神山寛、村山探偵社調査員：小瀬朗／折原の娘：石原ゆう、江角英明、弥生七宝教室講師：木村翠、新聞記者：増岡弘 東亜倉庫社長：久遠利三、カー・スタント:マエダ・オートクラブ／おでん屋台主人：宮沢元、煙草屋の女主人：高山千草、森篤夫、宮寺康生、鈴木弘一 |
| 第629話 | 12月21日 | ドリーム                    | 小川英 大川俊道            | 木下亮   | 小松美由紀：白石まるみ 浜田：西岡徳馬、千葉巡査：井上肇、古賀巡査：片岡弘貴 クラブ会員：岡幸恵、田沼：桑原一人、池田史比古 カー・スタント:マエダ・オートクラブ／「ワインレッド」マスター：岸本功、世上真、竹内靖、大貫幸雄、郷内栄喜 |
| 第630話 | 12月28日 | 必死のマミー                | 柏原寛司                   | 木下亮   | 川辺久造、浜田晃 堀田真三、草薙良一、富田晋寛、上原敏郎 田上涼成、藤悦子、山崎猛、磯部稲子、島村卓志 カー・スタント:マエダ・オートクラブ／二家本辰己、鈴木実、森岡隆見、沢柳迪子、大原真理子 |